# Tabernakelj
Tabernakelj (latinsko tabernaculum - koš, šotor) je v katoliški cerkvi oznaka za prostor, kjer se hranijo ciborij s posvečenimi hostijami, ki predstavljajo Najsvetejše - telo Kristusa, pa tudi monštranca in kelihi. Gre za male umetniško oblikovane omare z masivnimi stenami in vrati, ki se lahko zapirajo oziroma zaklenejo. 

## Zgodovina
V romanski cerkvi je bil tabernakelj (shramba) najsvetejšega, zamrežena vdolbina (niša) v kornem prostoru ali pa stenska (vzidana) omara - stenski tabernakelj, v gotiki pa je bil tabernakelj stolpičasta zakramentalna mojstrovina kamnosekov. Od 14. stoletja dalje je tabernakelj postavljen na oltar.
Od časa drugega vatikanskega koncila dalje imajo na novo zgrajene ali adaptirane (prezidane) cerkve tabernakelj v lastni stranski kapeli ali na robu oltarnega prostora na steli.